# لاریونوفسکایا
لاریونوفسکایا (به لاتین: Larionovskaya) یک منطقهٔ مسکونی در روسیه است که در استان آرخانگلسک واقع شده‌است.